# Comlongon Castle

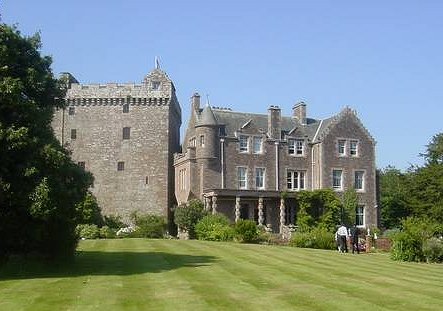
Comlongon Castle

Comlongon Castle ist ein Tower House nahe der schottischen Ortschaft Clarencefield in der Council Area Dumfries and Galloway. 1971 wurde das Bauwerk in die schottischen Denkmallisten in der höchsten Denkmalkategorie A aufgenommen. Des Weiteren war es als Scheduled Monument klassifiziert. Dieser Status wurde jedoch 2017 aufgehoben.

## Beschreibung
Das längliche Tower House liegt isoliert rund einen Kilometer westlich von Clarencefield. Vermutlich wurde es um 1450 errichtet. Im Jahre 1900 wurde eine Villa hinzugefügt. Das Mauerwerk des fünfstöckigen Wehrturms besteht aus Bruchstein mit Natursteindetails. Die länglichen, meist kleinen Fenster sind unregelmäßig entlang der Fassaden verteilt, wobei die größeren Fenster mit Eisengittern versehen sind. Das Bauwerk schließt mit einem auskragenden, zinnenbewehrten Wehrgang. Das aufsitzende Haus ist mit Staffelgiebeln gestaltet. Ein eisernes Gittertor versperrt das Eingangsportal an der Nordseite.
Die Villa ist stilistisch an das Tower House angepasst. Details aus rötlichem Sandstein setzen sich von ihrem Bruchsteinmauerwerk am. Das asymmetrisch aufgebaute Gebäude ist mit Staffelgiebeln und auskragenden Bauteilen gestaltet. Die Dächer sind mit Schiefer eingedeckt. Der Entwurf wird sowohl John M. Bowie als auch James Barbour zugeschrieben, die möglicherweise zusammenarbeiteten.